# Kjell Lars Berge
Kjell Lars Berge, född 23 december 1957 i Oslo, är professor i textvetenskap vid universitetet i Oslo.
Berge blev filologie kandidat vid universitetet i Oslo 1985 och doctor artium i tillämpad språkvetenskap vid Norges teknisk-naturvetenskapliga universitet 1996. Han tjänstgjorde som universitetslektor i norska språket och litteraturen vid Stockholms universitet 1987–1992 och utnämndes 1997 till professor i textvetenskap vid Universitetet i Oslo. Åren 2014–2015 var han gästprofessor vid Göteborgs universitet. Han utnämndes till hedersdoktor vid Örebro universitet 2009.
Berge var ordförande i Norsk faglitterær forfatter- og oversetterforening från 2005 till 2008.